# أوغور تزيل
أوغور تزيل (بالألمانية: Uğur Tezel)‏ هو لاعب كرة قدم ألماني في مركز ظهير ‏، ولد في 27 فبراير 1997 في برلين في ألمانيا. لعب مع Hertha BSC II ‏.

## وصلات خارجية
- أوغور تزيل على موقع قاعدة بيانات كرة القدم.إي يو (الإنجليزية)
- أوغور تزيل على موقع عالم كرة القدم.نت (الإنجليزية)